# みほカジ
『みほカジ』は、ぶんか社『みこすり半劇場』で連載されていた4コマ漫画作品である。作者はたかまつやよい。なお、雑誌が大人向けであり本作品もアダルトな表現がある。

## あらすじ
エロ雑誌の女性編集者、河野ミホの周りで起きてるドタバタ劇である。

## 登場人物
河野ミホ（かわの　みほ）
このマンガの主人公で、エロ雑誌「ヨンデー毎日」の編集者。梶原の小説のモデルになった事もある。怒らせると怖い。
梶原（かじわら）
ミホが編集している雑誌の風俗ライター。かなりの女好きで変態。ミホをモデルに小説を書いた事がある。ミホの前の担当を何人か辞めさせた経歴がある。
編集長
本名は不明。ミホが編集している雑誌「ヨンデー毎日」の編集長。よくミホにセクハラをしては、仕返しをされている。
ミホにセクハラを注意され、インポテンツに陥ったこともある。
元彼（本名不明）
ミホの元婚約者で、銀行員。淡白な性格。ミホと付き合っている時は、ミホの事を軽蔑するような言動もみられていた。
別れた後、ミホが編集している雑誌の企画に、ペンネーム・エロ銀行員として会いに来た事がある。（結果は見事に玉砕）
副編集長
編集部一のドＭ。
柳川智（やながわ　とも）
編集部の学生アルバイト。ミホと付き合っている。（ミホと付き合っているのは編集部に知られていない模様。）酒に弱く（カルアミルクしか飲めない）やたらとウブ。編集長には「柳川君」、ミホからは「智くん」、梶原からは「ボウヤ」、「柳川のボウズ」、「柳川の小僧」と呼ばれている。
顔つきのせいか、変質者やグラビアアイドルのマネージャーに、女性と間違えられた事がある。また、普段は怒ったりしないが、ミホに凄んだ事がある。
恵理（えり）
梶原の知り合いのキャバクラ嬢。梶原と一時は結婚の話もあった。